# Fußball-Club Augsburg 1907 2020-2021
Questa voce raccoglie le informazioni riguardanti il Fußball-Club Augsburg 1907 nelle competizioni ufficiali della stagione 2020-2021.

## Stagione
Nella stagione 2020-2021 l'Augusta, allenato da Heiko Herrlich e Markus Weinzierl, concluse il campionato di Bundesliga al 13º posto. In Coppa di Germania l'Augusta fu eliminato al secondo turno dal RB Lipsia.

## Rosa
| N. |                        | Ruolo | Calciatore            |
| -- | ---------------------- | ----- | --------------------- |
| 1  | Polonia (bandiera)     | P     | Rafał Gikiewicz       |
| 2  | Polonia (bandiera)     | D     | Robert Gumny          |
| 3  | Danimarca (bandiera)   | D     | Mads Pedersen         |
| 5  | Rep. Ceca (bandiera)   | D     | Marek Suchý           |
| 6  | Paesi Bassi (bandiera) | D     | Jeffrey Gouweleeuw    |
| 7  | Germania (bandiera)    | A     | Florian Niederlechner |
| 8  | Germania (bandiera)    | C     | Rani Khedira          |
| 11 | Austria (bandiera)     | A     | Michael Gregoritsch   |
| 14 | Rep. Ceca (bandiera)   | C     | Jan Morávek           |
| 16 | Svizzera (bandiera)    | A     | Ruben Vargas          |
| 17 | Nigeria (bandiera)     | A     | Noah Sarenren Bazee   |
| 18 | Slovacchia (bandiera)  | C     | László Bénes          |
| 19 | Germania (bandiera)    | D     | Ohis Felix Uduokhai   |
| 20 | Germania (bandiera)    | A     | Daniel Caligiuri      |
| 22 | Brasile (bandiera)     | D     | Iago                  |

| N. |                          | Ruolo | Calciatore         |
| -- | ------------------------ | ----- | ------------------ |
| 23 | Germania (bandiera)      | A     | Marco Richter      |
| 24 | Finlandia (bandiera)     | C     | Fredrik Jensen     |
| 25 | Ecuador (bandiera)       | C     | Carlos Gruezo      |
| 27 | Islanda (bandiera)       | A     | Alfreð Finnbogason |
| 28 | Germania (bandiera)      | A     | André Hahn         |
| 32 | Germania (bandiera)      | D     | Raphael Framberger |
| 33 | Germania (bandiera)      | C     | Tobias Strobl      |
| 35 | Corea del Sud (bandiera) | A     | Seong-hoon Cheon   |
| 36 | Inghilterra (bandiera)   | D     | Reece Oxford       |
| 39 | Germania (bandiera)      | P     | Benjamin Leneis    |
| 40 | Rep. Ceca (bandiera)     | P     | Tomáš Koubek       |
| 41 | Germania (bandiera)      | C     | Tim Civeja         |
| 44 | Kosovo (bandiera)        | A     | Dion Berisha       |
| 45 | Germania (bandiera)      | A     | Lukas Petkov       |
|    | Germania (bandiera)      | A     | Julian Schieber    |

## Maglie e sponsor
| Casa | Trasferta | Terza maglia |

Sponsor ufficiale: WWK Versicherungen
Fornitore tecnico: Nike

## Organigramma societario
Area tecnica
- Preparatori atletici:
- Allenatore in seconda: Reiner Maurer, Jonas Scheuermann, Tobias Zellner
- Preparatore dei portieri: Kristian Barbuščák
- Analisi video: Benedikt Brust
- Allenatore: Markus Weinzierl

## Calciomercato

### Sessione estiva
| Acquisti | Acquisti            | Acquisti            | Acquisti |
| R.       | Nome                | da                  | Modalità |
| -------- | ------------------- | ------------------- | -------- |
| D        | Robert Gumny        | Lech Poznań         |          |
| D        | Kevin Danso         | Southampton         |          |
| D        | Tim Rieder          | Monaco 1860         |          |
| A        | Daniel Caligiuri    | Schalke 04          |          |
| P        | Rafał Gikiewicz     | Union Berlino       |          |
| A        | Michael Gregoritsch | Schalke 04          |          |
| D        | Mads Pedersen       | Zurigo              |          |
| C        | Tobias Strobl       | Borussia M'gladbach |          |

| Cessioni | Cessioni       | Cessioni           | Cessioni |
| R.       | Nome           | a                  | Modalità |
| -------- | -------------- | ------------------ | -------- |
| D        | Simon Asta     | Greuther Fürth     |          |
| C        | Eduard Löwen   | Hertha Berlino     |          |
| C        | Georg Teigl    | Austria Vienna     |          |
| D        | Philipp Max    | PSV                |          |
| D        | Jozo Stanić    | Zwickau            |          |
| D        | Tim Rieder     | Kaiserslautern     |          |
| D        | Kevin Danso    | Fortuna Düsseldorf |          |
| A        | Sergio Córdova | Arminia Bielefeld  |          |
| A        | Maurice Malone | Wehen Wiesbaden    |          |
| P        | Fabian Giefer  | Kickers Würzburg   |          |
| P        | Andreas Luthe  | Union Berlino      |          |
| D        | Tin Jedvaj     | Bayer Leverkusen   |          |

### Sessione invernale
| Acquisti | Acquisti     | Acquisti            | Acquisti |
| R.       | Nome         | da                  | Modalità |
| -------- | ------------ | ------------------- | -------- |
| C        | László Bénes | Borussia M'gladbach |          |

| Cessioni | Cessioni    | Cessioni       | Cessioni |
| R.       | Nome        | a              | Modalità |
| -------- | ----------- | -------------- | -------- |
| C        | Felix Götze | Kaiserslautern |          |

## Risultati

### Bundesliga

#### Girone di andata
| Arbitro: | Fritz |

|            |           |                                     |
| Bülter 75’ | Marcatori | 40’ Vargas 82’ Gregoritsch 89’ Hahn |

| Arbitro: | Petersen |

|                            |           |  |
| Uduokhai 40’ Caligiuri 54’ | Marcatori |  |

| Wolfsburg 4 ottobre 2020, ore 15:30 CEST 3ª giornata | Wolfsburg | 0 – 0 referto | Augusta | Volkswagen-Arena (6 000 spett.)\| Arbitro: \| Zwayer \| |
| Arbitro:                                             | Zwayer    |               |         |                                                         |

| Arbitro: | Brych |

|  |           |                          |
|  | Marcatori | 45’ Angeliño 66’ Poulsen |

| Arbitro: | Storks |

|                                  |           |               |
| Alario 16’ (rig.), 74’ Diaby 90’ | Marcatori | 51’ Caligiuri |

| Arbitro: | Fritz |

|                          |           |             |
| Vargas 40’ Hahn 80’, 90’ | Marcatori | 64’ Onisiwo |

| Arbitro: | Willenborg |

|  |           |                                           |
|  | Marcatori | 44’ (rig.) Cunha 52’ Lukebakio 85’ Piątek |

| Arbitro: | Schmidt |

|            |           |               |
| Neuhaus 5’ | Marcatori | 88’ Caligiuri |

| Arbitro: | Schröder |

|            |           |           |
| Vargas 80’ | Marcatori | 64’ Grifo |

| Arbitro: | Badstübner |

|                               |           |               |
| Grillitsch 17’, 46’ Bebou 50’ | Marcatori | 31’ Caligiuri |

| Arbitro: | Gräfe |

|                               |           |                         |
| Serdar 32’ (aut.) Richter 90’ | Marcatori | 52’ Raman 61’ Boujellab |

| Arbitro: | Ittrich |

|  |           |                |
|  | Marcatori | 85’ Gouweleeuw |

| Arbitro: | Siebert |

|  |           |                                    |
|  | Marcatori | 53’ (aut.) Framberger 87’ Ilsanker |

| Arbitro: | Storks |

|  |           |          |
|  | Marcatori | 77’ Iago |

| Arbitro: | Schlager |

|             |           |                                                      |
| Richter 46’ | Marcatori | 10’ (rig.) González 29’ Mvumpa 61’ Castro 87’ Didavi |

| Arbitro: | Stegemann |

|                      |           |  |
| Selassie 84’ Agu 87’ | Marcatori |  |

| Arbitro: | Jöllenbeck |

|  |           |                        |
|  | Marcatori | 13’ (rig.) Lewandowski |

#### Girone di ritorno
| Arbitro: | Brych |

|                        |           |                |
| Niederlechner 17’, 47’ | Marcatori | 25’ Ingvartsen |

| Arbitro: | Ittrich |

|                                            |           |          |
| Delaney 26’ Sancho 63’ Uduokhai 75’ (aut.) | Marcatori | 10’ Hahn |

| Arbitro: | Hartmann |

|  |           |                       |
|  | Marcatori | 38’ Weghorst 59’ Baku |

| Arbitro: | Zwayer |

|                            |           |                      |
| Olmo 38’ (rig.) Nkunku 43’ | Marcatori | 77’ (rig.) Caligiuri |

| Arbitro: | Dingert |

|                  |           |             |
| Niederlechner 5’ | Marcatori | 90’ Tapsoba |

| Arbitro: | Schlager |

|  |           |          |
|  | Marcatori | 25’ Hahn |

| Arbitro: | Badstübner |

|                                 |           |          |
| Piątek 62’ Lukebakio 89’ (rig.) | Marcatori | 2’ Bénes |

| Arbitro: | Jablonski |

|                                 |           |             |
| Vargas 52’ Richter 76’ Hahn 89’ | Marcatori | 68’ Neuhaus |

| Arbitro: | Dankert |

|                         |           |  |
| Sallai 51’ Lienhart 79’ | Marcatori |  |

| Arbitro: | Winkmann |

|                    |           |          |
| Vargas 8’ Hahn 23’ | Marcatori | 86’ Skov |

| Arbitro: | Osmers |

|           |           |  |
| Serdar 4’ | Marcatori |  |

| Augusta 17 aprile 2021, ore 15:30 CEST 29ª giornata | Augusta | 0 – 0 referto | Arminia Bielefeld | WWK Arena (0 spett.)\| Arbitro: \| Schmidt \| |
| Arbitro:                                            | Schmidt |               |                   |                                               |

| Arbitro: | Schröder |

|                           |           |  |
| Hinteregger 37’ Silva 58’ | Marcatori |  |

| Arbitro: | Petersen |

|                      |           |                        |
| Gumny 54’ Vargas 62’ | Marcatori | 8’, 33’ Duda 23’ Kainz |

| Arbitro: | Gräfe |

|                           |           |                   |
| Förster 11’ Kalajdžić 74’ | Marcatori | 59’ Niederlechner |

| Arbitro: | Schröder |

|                                  |           |  |
| Khedira 57’ Caligiuri 90’ (rig.) | Marcatori |  |

| Arbitro: | Schmidt |

|                                                                       |           |                            |
| Gouweleeuw 9’ (aut.) Gnabry 23’ Kimmich 33’ Coman 43’ Lewandowski 90’ | Marcatori | 67’ Hahn 72’ Niederlechner |

### Coppa di Germania
| Arbitro: | Schlager |

|  |           |                                                                                            |
|  | Marcatori | 20’ Vargas 29’ Caligiuri 47’ (rig.) Finnbogason 57’ Niederlechner 66’ Hahn 88’, 90’ Jensen |

| Arbitro: | Stegemann |

|  |           |                                    |
|  | Marcatori | 11’ Orban 74’ Poulsen 82’ Angeliño |

## Statistiche

### Statistiche di squadra
| Competizione      | Punti | In casa | In casa | In casa | In casa | In casa | In casa | In trasferta | In trasferta | In trasferta | In trasferta | In trasferta | In trasferta | Totale | Totale | Totale | Totale | Totale | Totale | DR  |
| Competizione      | Punti | G       | V       | N       | P       | Gf      | Gs      | G            | V            | N            | P            | Gf           | Gs           | G      | V      | N      | P      | Gf     | Gs     | DR  |
| ----------------- | ----- | ------- | ------- | ------- | ------- | ------- | ------- | ------------ | ------------ | ------------ | ------------ | ------------ | ------------ | ------ | ------ | ------ | ------ | ------ | ------ | --- |
| Bundesliga        | 36    | 17      | 6       | 4       | 7       | 21      | 25      | 17           | 4            | 2            | 11           | 15           | 29           | 34     | 10     | 6      | 18     | 36     | 54     | -18 |
| Coppa di Germania | -     | 1       | 0       | 0       | 1       | 0       | 3       | 1            | 1            | 0            | 0            | 7            | 0            | 2      | 1      | 0      | 1      | 7      | 3      | +4  |
| Totale            | 36    | 18      | 6       | 4       | 8       | 21      | 28      | 18           | 5            | 2            | 11           | 22           | 29           | 36     | 11     | 6      | 19     | 43     | 57     | -14 |

### Andamento in campionato
| Giornata  | 1 | 2 | 3 | 4 | 5  | 6 | 7  | 8  | 9 | 10 | 11 | 12 | 13 | 14 | 15 | 16 | 17 | 18 | 19 | 20 | 21 | 22 | 23 | 24 | 25 | 26 | 27 | 28 | 29 | 30 | 31 | 32 | 33 | 34 |
| --------- | - | - | - | - | -- | - | -- | -- | - | -- | -- | -- | -- | -- | -- | -- | -- | -- | -- | -- | -- | -- | -- | -- | -- | -- | -- | -- | -- | -- | -- | -- | -- | -- |
| Luogo     | T | C | T | C | T  | C | C  | T  | C | T  | C  | T  | C  | T  | C  | T  | C  | C  | T  | C  | T  | C  | T  | T  | C  | T  | C  | T  | C  | T  | C  | T  | C  | T  |
| Risultato | V | V | N | P | P  | V | P  | N  | N | P  | N  | V  | P  | V  | P  | P  | P  | V  | P  | P  | P  | N  | V  | P  | V  | P  | V  | P  | N  | P  | P  | P  | V  | P  |
| Posizione | 4 | 2 | 2 | 6 | 11 | 6 | 10 | 10 | 8 | 11 | 10 | 9  | 11 | 10 | 11 | 11 | 12 | 12 | 13 | 13 | 13 | 13 | 13 | 13 | 13 | 13 | 11 | 11 | 11 | 12 | 14 | 14 | 12 | 13 |

Legenda:

Luogo: C = Casa; T = Trasferta. Risultato: V = Vittoria; N = Pareggio; P = Sconfitta.

### Statistiche dei giocatori
| Giocatore        | Bundesliga | Bundesliga | Bundesliga  | Bundesliga | Coppa di Germania | Coppa di Germania | Coppa di Germania | Coppa di Germania | Totale   | Totale | Totale      | Totale     |
| Giocatore        | Presenze   | Reti       | Ammonizioni | Espulsioni | Presenze          | Reti              | Ammonizioni       | Espulsioni        | Presenze | Reti   | Ammonizioni | Espulsioni |
| ---------------- | ---------- | ---------- | ----------- | ---------- | ----------------- | ----------------- | ----------------- | ----------------- | -------- | ------ | ----------- | ---------- |
| N. Bazee         | 5          | 0          | 1           | 0          | 0                 | 0                 | 0                 | 0                 | 5        | 0      | 1           | 0          |
| D. Berisha       | 0          | 0          | 0           | 0          | 0                 | 0                 | 0                 | 0                 | 0        | 0      | 0           | 0          |
| L. Bénes         | 12         | 1          | 3           | 0          | 0                 | 0                 | 0                 | 0                 | 12       | 1      | 3           | 0          |
| D. Caligiuri     | 33         | 6          | 5           | 0          | 2                 | 1                 | 0                 | 0                 | 35       | 7      | 5           | 0          |
| S. Cheon         | 0          | 0          | 0           | 0          | 0                 | 0                 | 0                 | 0                 | 0        | 0      | 0           | 0          |
| T. Civeja        | 3          | 0          | 0           | 0          | 0                 | 0                 | 0                 | 0                 | 3        | 0      | 0           | 0          |
| A. Finnbogason   | 17         | 0          | 0           | 0          | 1                 | 1                 | 0                 | 0                 | 18       | 1      | 0           | 0          |
| R. Framberger    | 21         | 0          | 4           | 1          | 1                 | 0                 | 0                 | 0                 | 22       | 0      | 4           | 1          |
| R. Gikiewicz     | 34         | 0          | 3           | 0          | 2                 | 0                 | 0                 | 0                 | 36       | 0      | 3           | 0          |
| J. Gouweleeuw    | 32         | 1          | 9           | 0          | 2                 | 0                 | 1                 | 0                 | 34       | 1      | 10          | 0          |
| M. Gregoritsch   | 24         | 1          | 1           | 0          | 2                 | 0                 | 0                 | 0                 | 26       | 1      | 1           | 0          |
| C. Gruezo        | 28         | 0          | 4           | 0          | 2                 | 0                 | 0                 | 0                 | 30       | 0      | 4           | 0          |
| R. Gumny         | 24         | 1          | 4           | 0          | 2                 | 0                 | 0                 | 0                 | 26       | 1      | 4           | 0          |
| F. Götze         | 0          | 0          | 0           | 0          | 0                 | 0                 | 0                 | 0                 | 0        | 0      | 0           | 0          |
| A. Hahn          | 29         | 8          | 4           | 0          | 1                 | 1                 | 0                 | 0                 | 30       | 9      | 4           | 0          |
| I. Iago          | 18         | 1          | 2           | 0          | 2                 | 0                 | 1                 | 0                 | 20       | 1      | 3           | 0          |
| F. Jensen        | 13         | 0          | 0           | 0          | 1                 | 2                 | 0                 | 0                 | 14       | 2      | 0           | 0          |
| R. Khedira       | 27         | 1          | 5           | 0          | 2                 | 0                 | 0                 | 0                 | 29       | 1      | 5           | 0          |
| T. Koubek        | 0          | 0          | 0           | 0          | 0                 | 0                 | 0                 | 0                 | 0        | 0      | 0           | 0          |
| B. Leneis        | 0          | 0          | 0           | 0          | 0                 | 0                 | 0                 | 0                 | 0        | 0      | 0           | 0          |
| J. Morávek       | 5          | 0          | 0           | 0          | 0                 | 0                 | 0                 | 0                 | 5        | 0      | 0           | 0          |
| F. Niederlechner | 28         | 5          | 2           | 1          | 2                 | 1                 | 0                 | 0                 | 30       | 6      | 2           | 1          |
| R. Oxford        | 24         | 0          | 2           | 0          | 1                 | 0                 | 0                 | 0                 | 25       | 0      | 2           | 0          |
| M. Pedersen      | 15         | 0          | 1           | 0          | 0                 | 0                 | 0                 | 0                 | 15       | 0      | 1           | 0          |
| L. Petkov        | 1          | 0          | 0           | 0          | 0                 | 0                 | 0                 | 0                 | 1        | 0      | 0           | 0          |
| M. Richter       | 29         | 3          | 2           | 1          | 0                 | 0                 | 0                 | 0                 | 29       | 3      | 2           | 1          |
| J. Schieber      | 0          | 0          | 0           | 0          | 0                 | 0                 | 0                 | 0                 | 0        | 0      | 0           | 0          |
| T. Strobl        | 29         | 0          | 4           | 0          | 2                 | 0                 | 0                 | 0                 | 31       | 0      | 4           | 0          |
| M. Suchý         | 5          | 0          | 2           | 0          | 0                 | 0                 | 0                 | 0                 | 5        | 0      | 2           | 0          |
| F. Uduokhai      | 29         | 1          | 5           | 0          | 2                 | 0                 | 0                 | 0                 | 31       | 1      | 5           | 0          |
| R. Vargas        | 30         | 6          | 2           | 1          | 2                 | 1                 | 0                 | 0                 | 32       | 7      | 2           | 1          |